# Tommaso Salini

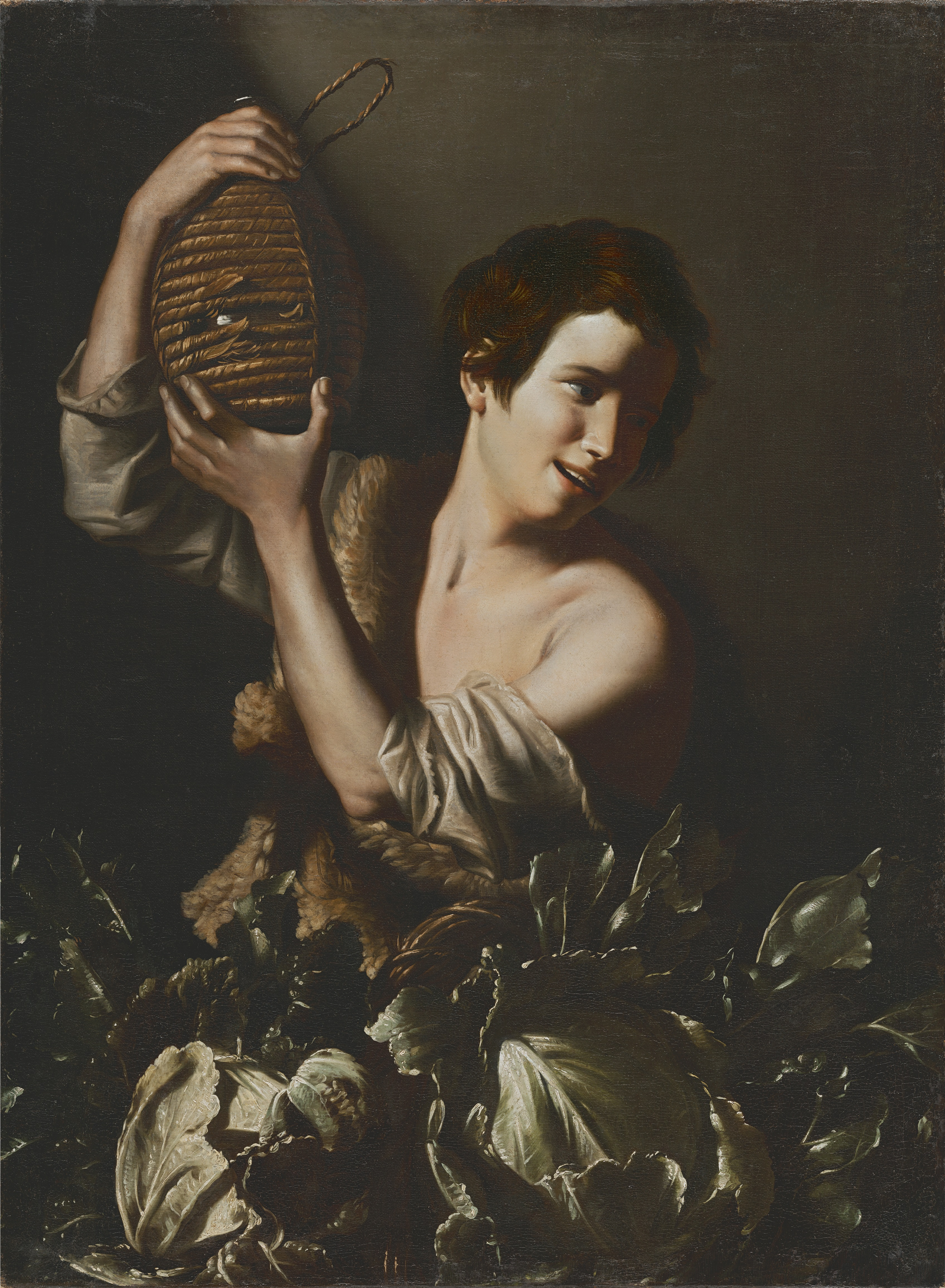
Chłopiec z bukłakiem i kapustą, ok. 1610, Muzeum Thyssen-Bornemisza w Madrycie

Tommaso Salini znany jako Mao (ur. ok. 1575 w Rzymie, zm. 13 września w 1625 tamże) – włoski malarz barokowy.
Brak dokładnych informacji na temat życia artysty, również obrazy jego uległy rozproszeniu i obecnie ich atrybucja jest bardzo utrudniona. Był przyjacielem malarza i biografa Giovanniego Baglione, w 1603 wzmiankowano go jako świadka w procesie o zniesławienie przeciwko Caravaggio. W 1605 wstąpił do Akademii Świętego Łukasza, którą musiał jednak później opuścić ze względu na gwałtowny charakter i konflikt z Antiveduto Gramatica. Za życia cieszył się uznaniem i był nagradzany.
Obecnie Salliniemu przypisuje się obrazy o tematyce religijnej, sceny rodzajowe i martwe natury. Jednak Giovanni Baglione w swojej pracy Żywoty malarzy, rzeźbiarzy i architektów (wł. Le vite de pittori, scultori et architetti) z 1642 wspomina jedynie, że malował kwiaty i owoce. Być może malarz współpracował z innymi artystami malującymi dla niego postacie.